# Julien Bonnaire
Pour les articles homonymes, voir Bonnaire.

a Compétitions nationales et continentales officielles uniquement.

b Matchs officiels uniquement.
Dernière mise à jour le 11 août 2019.
Julien Bonnaire, né le 20 septembre 1978 à Bourgoin-Jallieu (Isère), est un joueur international français de rugby à XV. Il achève sa carrière au poste de troisième ligne centre au sein de l'effectif du Lyon olympique universitaire, après avoir joué l'essentiel de la carrière à Bourgoin-Jallieu et à l'ASM Clermont Auvergne.
Du 3 janvier 2018 jusqu'à la coupe du monde 2019, il est entraîneur adjoint chargé de la touche du XV de France auprès du sélectionneur Jacques Brunel.

## Biographie

### Débuts avec le CS Bourgoin-Jallieu (1999-2007)
De 1997 à 1999, Julien Bonnaire joue au rugby à Saint-Savin en Isère.
Troisième ligne polyvalent (en 8 (au centre) ou flanker (à l'aile)), Julien Bonnaire entame sa carrière à Bourgoin-Jallieu (CSBJ), club fournisseur régulier de grands avants pour le XV de France (tels Marc Cécillon, Sébastien Chabal, Olivier Milloud, Lionel Nallet ou encore Pascal Papé. Le CSBJ est à cette époque une grosse écurie du rugby français (finale de championnat et vainqueur du Challenge Européen en 1997, à nouveau finaliste du Challenge Européen en 1999). Julien Bonnaire n'y est que très peu titulaire avant la saison 2002-2003 (19 matches en championnat et cinq en H-Cup).
Les saisons suivantes sont brillantes (avec une demi-finale en 2005), ce qui vaut à Julien Bonnaire ses premières capes en bleu (dans le Tournoi 2004). Lors de la saison 2004-2005, il devient un titulaire indéboulonnable du XV de Bernard Laporte. Polyvalent et performant en prise de balle en touche, il dispute 28 matches internationaux en trois ans.
Il honore sa première cape internationale en équipe de France le 21 mars 2004 contre l'équipe d'Écosse. Cela lui vaut de remporter son premier Tournoi des Six Nations. Il parvient à s'imposer durablement dès la saison suivante, au point d'être titulaire pour la Coupe du monde 2007.

### Confirmation avec l'ASM Clermont (2007-2015)

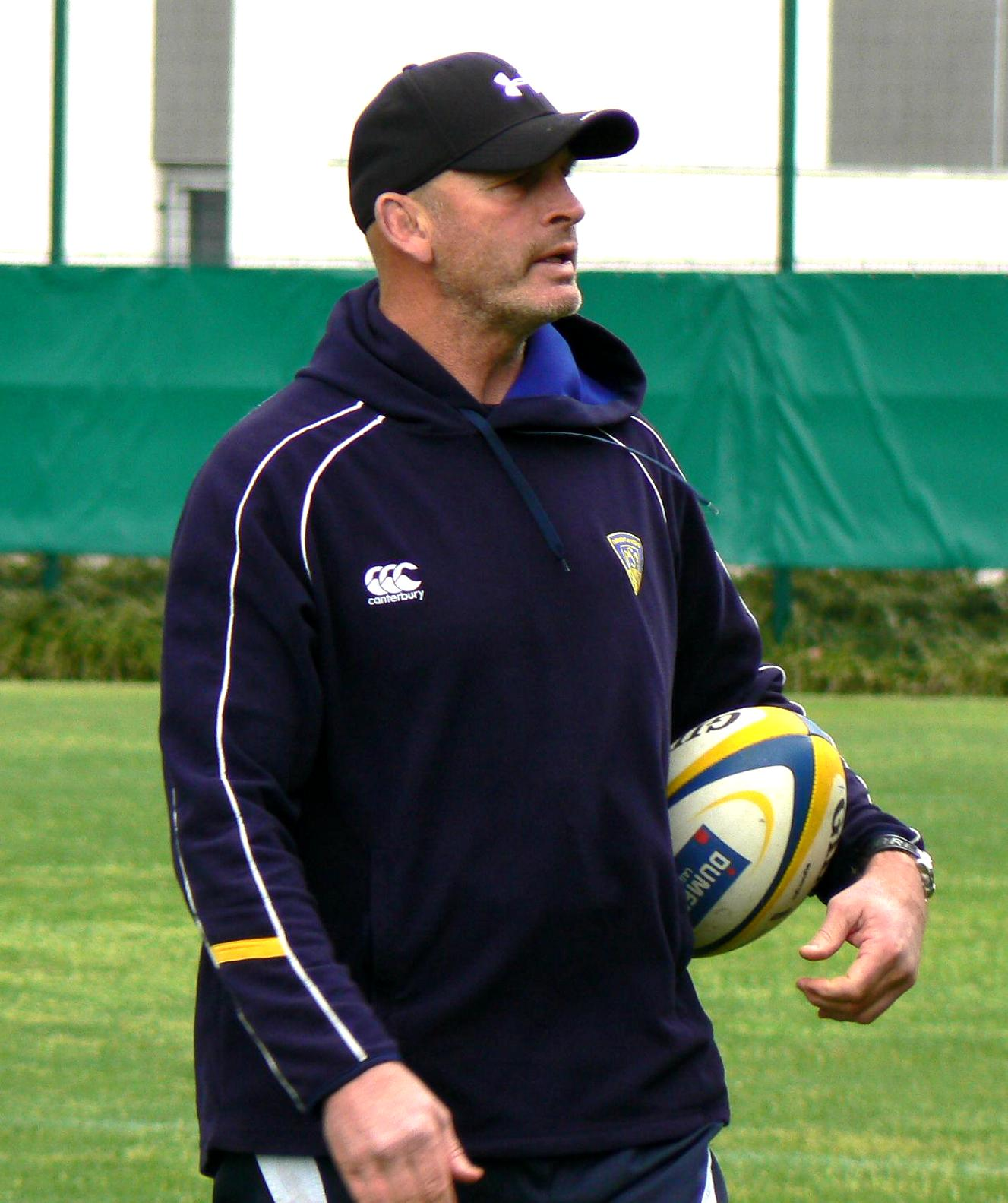
Vern Cotter est le manager de Julien Bonnaire de 2007 à 2014.

Les résultats du CSBJ étant de plus en plus modestes, l'ASM Clermont Auvergne recrute Julien Bonnaire à l'été 2007, à l'aube de la Coupe du monde en France. Julien Bonnaire dispute six matches dans cette compétition et intègre l'effectif clermontois à l'automne. Clermont termine premier de la saison régulière mais tombe en finale face à l'armada du Stade toulousain (26-20), le 28 juin 2008 au Stade de France. Il est retenu par le nouveau « patron » du XV de France, Marc Lièvremont, pour le Tournoi des Six Nations 2008 malgré un fort renouveau prôné par la nouvelle équipe. Le début de la saison 2008-2009 est moins bon pour l'ASM, ce qui explique probablement son absence en sélection pour les tests automnaux face aux nations du Sud et au Tournoi 2009, Lièvremont lui préférant Thierry Dusautoir, Fulgence Ouedraogo ou Imanol Harinordoquy. Il effectue son retour au Tournoi 2010, à la suite de très bonnes performances avec l'ASM. Remplaçant aux deux premiers matches, il est titularisé pour le troisième à la suite du forfait de Fulgence Ouedraogo. Il remporte alors son second Grand chelem. En 2011, il est sélectionné pour la Coupe du monde et prend part à tous les matches. Il est désigné homme du match en demi-finale contre les Gallois.

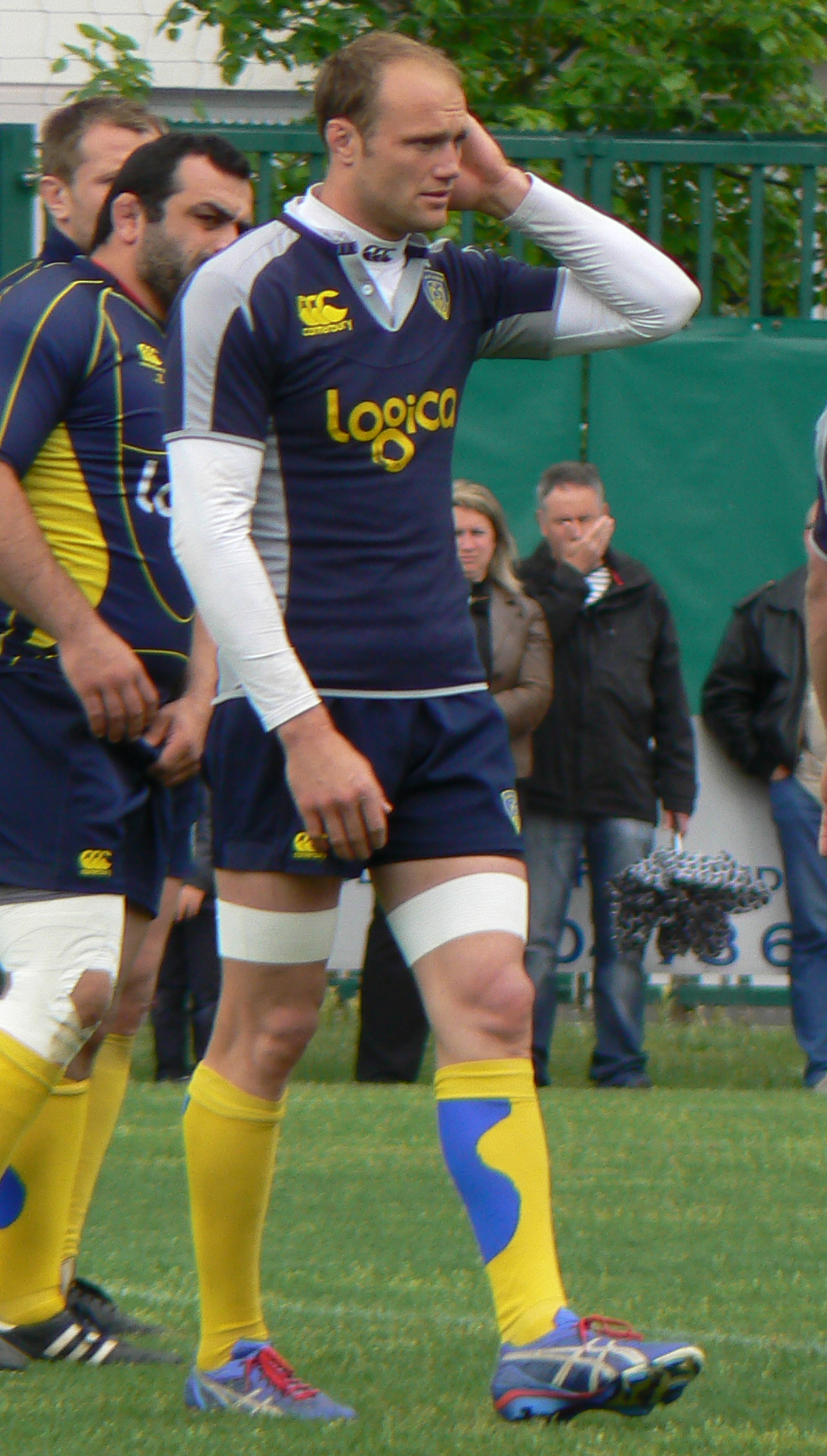
Julien Bonnaire avec l' ASM Clermont Auvergne en mai 2010.

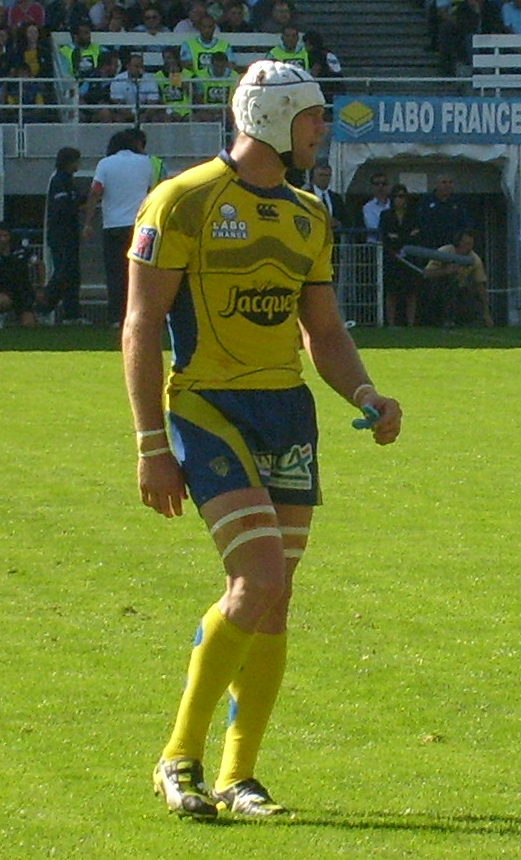
Julien Bonnaire avec l'ASM Clermont Auvergne en octobre 2009.

Joueur discret, il est néanmoins excellent en touche comme en défense, dur sur l'homme et capable d'une couverture de terrain impressionnante. C'est aussi un joueur à la qualité technique rare. Marc Lièvremont dira de lui durant la Coupe du monde 2011 qu'il est le meilleur joueur de son effectif. Ses qualités balle en main mais aussi dans le jeu au pied proviennent de sa formation de demi d'ouverture, poste auquel il jouait lorsqu'il faisait partie des équipes de jeunes à Saint-Savin (petit club proche de Bourgoin-Jallieu). Il est qualifié de Mr Propre dans le journal L'Équipe, en raison de sa constance métronomique, ses notes tournant souvent entre 6 et 8 sur 10 dans ce quotidien[réf. nécessaire].
Il fait partie des joueurs titulaires de l'équipe de France pour le Tournoi 2012 et prend sa retraite internationale à la fin de cette compétition. Il honore sa dernière cape le 17 mars 2012 contre l'équipe du pays de Galles.
Bien qu'ayant pris sa retraite internationale, Julien Bonnaire continue à être un joueur d'une très grande qualité, comme il le prouve encore le 20 octobre 2012, lors du match opposant l'ASM contre l'équipe anglaise d'Exeter (victoire de l'ASM 46-12) en étant élu homme du match.
Ses statistiques en club parlent d'elles-mêmes : il est toujours titulaire, et sort rarement en cours de match.
En novembre 2013, il est sélectionné dans l'équipe des Barbarians français pour affronter les Îles Samoa au Stade Marcel-Michelin de Clermont-Ferrand.
Lors du match opposant l'ASM Clermont Auvergne au Stade toulousain le 5 janvier 2014, il se fracture l'avant bras peu avant la fin de la première mi-temps. Malgré la douleur, il finit le match, mais cette blessure l'empêche de jouer pendant six semaines.

### Fin de carrière avec le LOU (2015-2017)
Au printemps 2015, Julien Bonnaire annonce qu'il signe un contrat de deux ans avec Lyon. En 2016, il remporte avec son nouveau club le titre de Champion de France de Pro D2. En 2016-2017, il joue alors un dernière saison en Top 14 avant de mettre un terme à sa carrière professionnelle en 2017

### L'après carrière
En décembre 2015, il fait partie de la cellule technique du XV de France, formée conjointement par les présidents de la FFR et de la LNR à la suite de l'échec de l'équipe de France à la Coupe du monde 2015, afin de présenter des propositions visant à améliorer sa compétitivité.
En avril 2016, la cellule rend aux présidents Pierre Camou et Paul Goze un rapport où figurent quinze propositions
,.
Le 9 décembre 2017, il est élu au comité directeur de la Ligue régionale Auvergne Rhône-Alpes au sein de la liste menée par Patrick Celma, président de l'association du Lyon olympique universitaire, et soutenue par le président de la FFR Bernard Laporte. Il ne se représente pas en 2020.
Le 3 janvier 2018, il est nommé entraîneur de la touche de l'équipe de France au sein du staff mis en place par le nouveau sélectionneur Jacques Brunel.
Il partage ainsi l'entraînement des avants avec Sébastien Bruno, son entraîneur de 2015 à 2017 au LOU et ancien coéquipier en équipe de France, responsable de la mêlée.
En fin de contrat avec l'équipe de France à l'issue de la Coupe du monde, Julien Bonnaire a confirmé qu'il n'occuperait plus de poste d'entraîneur.

## Palmarès

### En club
Avec Clermont
- Coupe d'Europe de rugby à XV : 
  - Finaliste (2) : 2013 et 2015
- Championnat de France : 
  - Vainqueur (1) : 2010

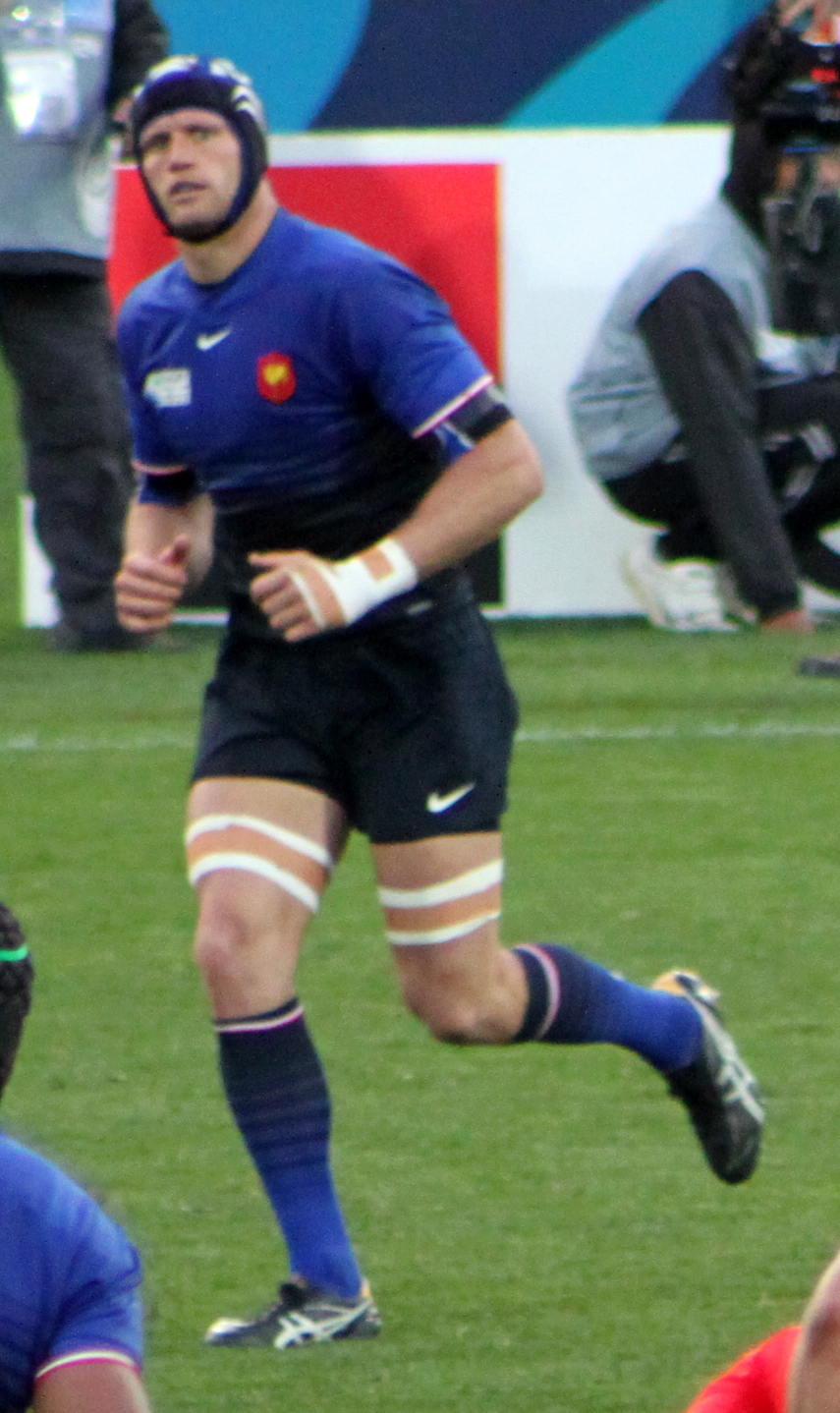
Julien Bonnaire en sélection nationale pendant la Coupe du Monde 2011.

  - Finaliste (3) : 2008, 2009 et 2015

Avec Lyon
- Championnat de France de Pro D2 : 
  - Vainqueur (1) : 2016

Avec Bourgoin
- Coupe de la Ligue
  - Finaliste (1) : 2003
- Challenge Sud-Radio :
  - Finaliste (1) : 2003

### En équipe nationale
(À jour au 17.03.12)
- 75 sélections en équipe de France entre 2004 et 2012 : 3 en 2004, 11 en 2005, 10 en 2006, 13 en 2007, 5 en 2008, 5 en 2009, 9 en 2010, 14 en 2011 et 5 en 2012.
- 6 essais (30 points).
- Tournois des Six Nations disputés (huit) : 2004, 2005, 2006, 2007, 2008, 2009, 2010, 2011, 2012.
  - Grands Chelems : 2004, 2010.
  - Vainqueur du Tournoi des Six Nations : 2004, 2006, 2007, 2010.
- Équipe de France A : 2 sélections en 2004 (Italie A, Angleterre A), 2 essais.

En Coupe du monde :
- 2007 : 6 sélections (Argentine, Namibie, Irlande, Géorgie, Nouvelle-Zélande, Angleterre), 2 essais (10 points).
- 2011 : 7 sélections (Japon, Canada, Nouvelle-Zélande (2 fois), Tonga, Angleterre, pays de Galles).

#### Coupe du monde

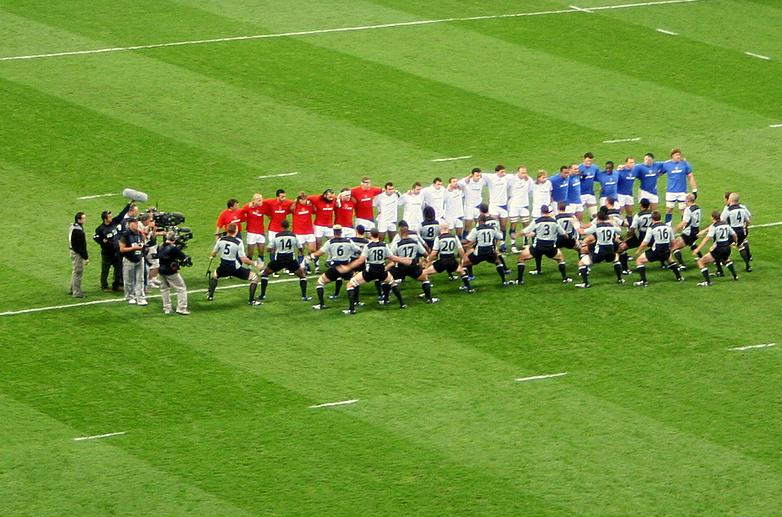
Quart-de-finale France - All Blacks en 2007.

| Édition               | Rang      | Résultats France | Résultats J.Bonnaire | Matches J.Bonnaire |
| France 2007           | Quatrième | 4 v, 0 n, 3 d    | 4 v, 0 n, 1 d        | 6/7                |
| Nouvelle-Zélande 2011 | Finaliste | 4 v, 0 n, 3 d    | 4 v, 0 n, 3 d        | 7/7                |

Légende : v = victoire ; n = match nul ; d = défaite.

#### Tournoi des Six Nations
| Édition          | Rang | Résultats France | Résultats Bonnaire | Matchs Bonnaire |
| ---------------- | ---- | ---------------- | ------------------ | --------------- |
| Six Nations 2004 | 1    | 5 v, 0 n, 0 d    | 1 v, 0 n, 0 d      | 1/5             |
| Six Nations 2005 | 2    | 4 v, 0 n, 1 d    | 4 v, 0 n, 1 d      | 5/5             |
| Six Nations 2006 | 1    | 4 v, 0 n, 1 d    | 4 v, 0 n, 1 d      | 5/5             |
| Six Nations 2007 | 1    | 4 v, 0 n, 1 d    | 4 v, 0 n, 1 d      | 5/5             |
| Six Nations 2008 | 3    | 3 v, 0 n, 2 d    | 3 v, 0 n, 2 d      | 5/5             |
| Six Nations 2009 | 3    | 3 v, 0 n, 2 d    | 0 v, 0 n, 1 d      | 1/5             |
| Six Nations 2010 | 1    | 5 v, 0 n, 0 d    | 5 v, 0 n, 0 d      | 5/5             |
| Six Nations 2011 | 2    | 3 v, 0 n, 2 d    | 3 v, 0 n, 2 d      | 5/5             |
| Six Nations 2012 | 4    | 2 v, 1 n, 2 d    | 2 v, 1 n, 1 d      | 4/5             |

Légende : v = victoire ; n = match nul ; d = défaite ; la ligne est en gras quand il y a Grand Chelem.

### Distinctions personnelles
- Oscars du Midi olympique :  Oscar d'Argent 2011

## Carrière d'entraîneur
| Année | Sélection | Tournoi     | Poste                               | Classement World Rugby à la fin de l'année | Tournoi | Coupe du monde             |
| ----- | --------- | ----------- | ----------------------------------- | ------------------------------------------ | ------- | -------------------------- |
| 2018  | France    | Six Nations | Entraîneur responsable de la touche | 9e                                         | 4e      | -                          |
| 2019  | France    | Six Nations | Entraîneur responsable de la touche | 7e                                         | 4e      | Éliminé en quart-de-finale |